# Myodocha serripes
Myodocha serripes är en insektsart som beskrevs av Olivier 1811. Myodocha serripes ingår i släktet Myodocha och familjen Rhyparochromidae. Inga underarter finns listade i Catalogue of Life.